# Житомирський трамвай
Житóмирський трамвáй — вузькоколійна система електричного трамвая, що діє у місті Житомирі. Колись трамваї були основним транспортом губернського Житомира, але згодом, у радянський період, від розвиненої системи залишився лише один маршрут.

## Історія

### Заснування та розвиток
У 1895 році міська влада Житомира уклала консесійний договір з підприємцем Ліхачовим про будівництво кінного вантажного трамваю від залізничного вокзалу до Богунського тартака. У лютому 1896 року договір перейшов до підприємця Лазаря Полякова, який, довівши безперспективність кінної тяги, домігся її заміни у договорі на електричну.
У травні 1897 року житомирський вантажний трамвай було відкрито. Лінія проходила територією нинішньої в'язниці, вулицями Сінною, Північною (нині — Миколи Сціборського) та Великою Вільською (Перемоги), далі — Старопоштовим шляхом (Вільський Шлях) через Кам'янку до Богунського тартака. Ширина колії становила 1 000 мм. З Богунського тартака до вокзалу перевозили ліс, а в зворотному напрямку, до млина, — зерно. Згодом планувалося впровадити пасажирський рух, проте цього не сталося. Про подальшу долю житомирського вантажного трамвая нічого невідомо.
Житомирський пасажирський трамвай було відкрито 22 серпня 1899 року Компанією міських і приміських трамвайних шляхів Росії (рос. Компания городских и пригородных трамвайных путей России). Діяло чотири лінії: Київська (маршрут № 1), Чуднівська (маршрут № 2), Бердичівська (маршрут № 3) і Вільська (маршрут № 4). Всі вони були одноколійними. У перші роки існування трамвая візники боролися з новим конкурентом. Вони навіть підкладали на рейки великі дерев'яні колоди.
У 1901 році Бердичівську лінію продовжено від єврейської лікарні до притулку Дуриліних.
У 1909 році відкрито Московську лінію (маршрут № 5). Вона сполучила Київську лінію із Житнім ринком.
У 1914 році Московську лінію продовжено до Сінного ринку, а Київську дещо подовжено від вокзалу до перетину вулиць Вокзальної, Бориса Тена і Вітрука.

Історичні трамваї Житомира
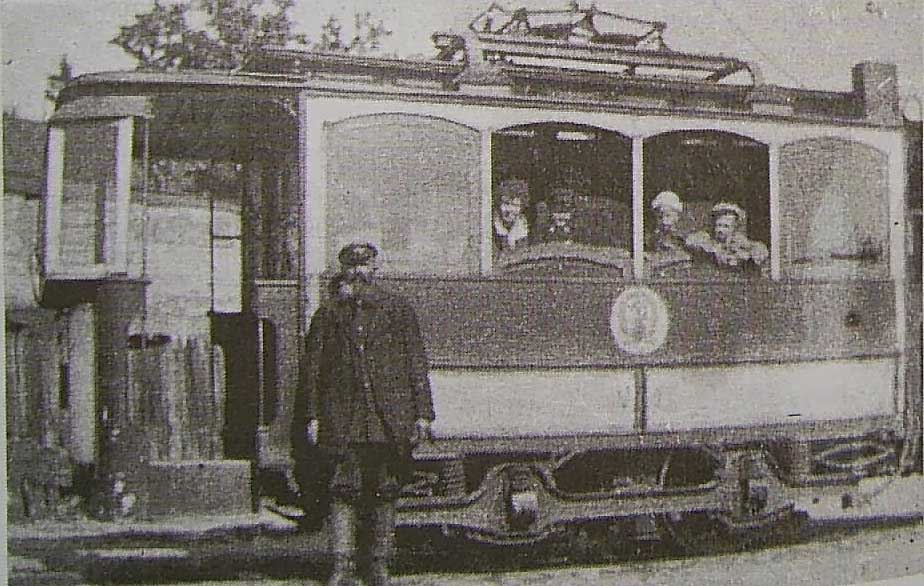
Siemens&Halske
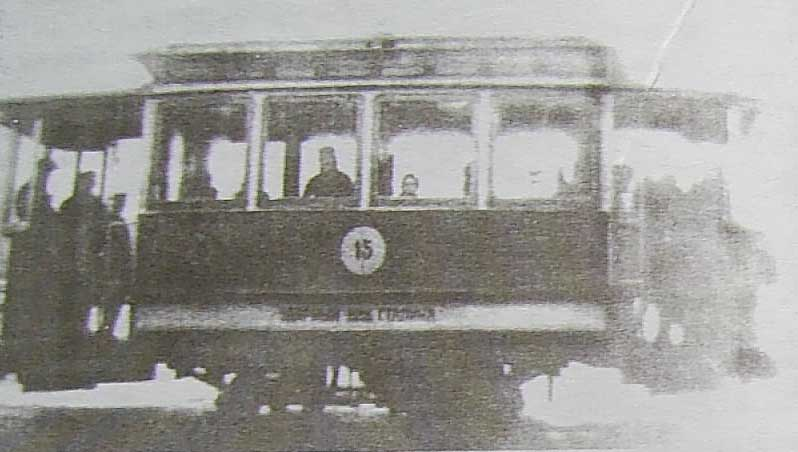
Siemens&Halske
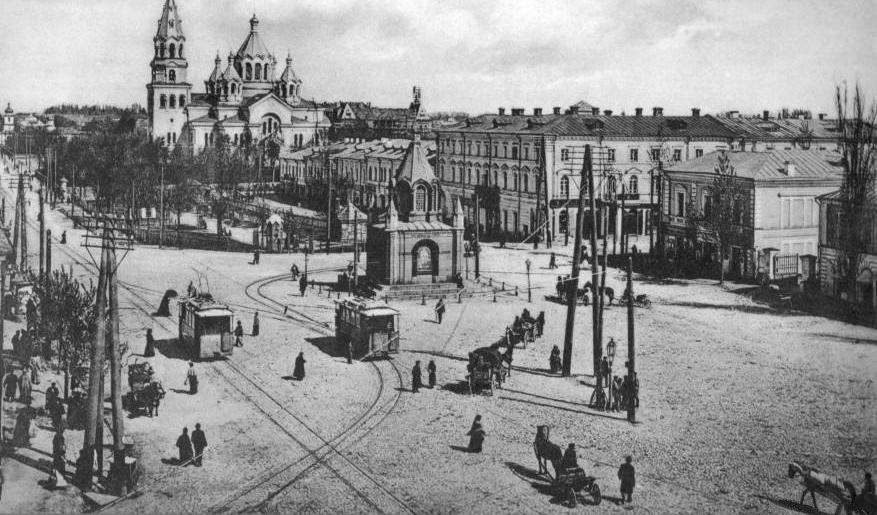
Трамвай наприкінці XIX століття

Напередодні Першої світової війни виношувалися плани відкриття ще п'яти трамвайних маршрутів, а інженер Тимченко, автор проекту Київського бензотрамваю, планував прокласти трамвайну лінію між Києвом і Житомиром. Війна зупинила ці плани на стадії проектування.
У 1918—1920 роках трамвайна система в місті не працювала. У 1921 році від кінцевої зупинки маршруту № 5 на Московській вулиці був збудований тупик до лінії вантажного трамвая. У 1935 році Вільську лінію продовжено до Богунського мосту.
У 1941 році, внаслідок воєнних дій, припинявся рух Московською і Вільською лініями.
Для перевезення вугілля з вокзалу до електростанції окупанти використовували трамвай. Так, до Київської лінії було добудовано відгалуження Товарно-вантажним провулком та вулицею Іподромною безпосередньо до залізничних колій, до Бердичівської лінії було добудовано відгалуження до електростанції по вулиці Жуйка. Таким чином, з 1941 року Товарно-вантажним провулком, вулицями Київською та Великою Бердичівською і вулицею Жуйка курсував вантажний трамвай. Використовувалися переобладнані пасажирські вагони. Такий маршрут проектували ще 1934 року (навіть, було куплено рейки), тому після війни його експлуатація продовжилася. Вантажні перевезення трамваєм припинили лише 1953 року, коли до електростанції проклали залізничну гілку.

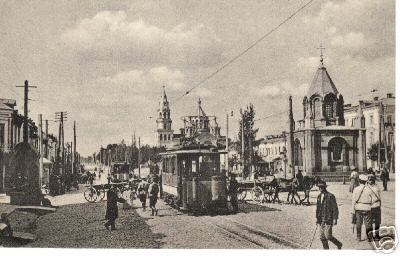
На центральній площі, (1910)
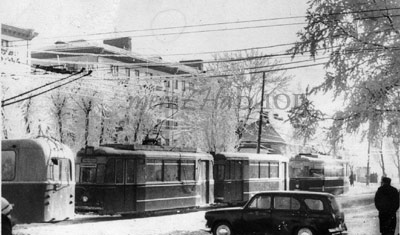
Gotha T57

1944 року відновлено рух Московською лінією, натомість Вільська запрацювала лише у 1948 році. Щоправда, маршрут функціонував як дві відокремлених ділянки: від центру до кладовища та від Червоного провулку до панчішної фабрики. Перша ділянка входила до трамвайної системи, а друга була відірваною — там використовувалися старі вагони перших випусків. Відстань між двома ділянками пасажири долали пішки. Заново Вільську лінію з'єднали у 1950 році.

### Скорочення мережі

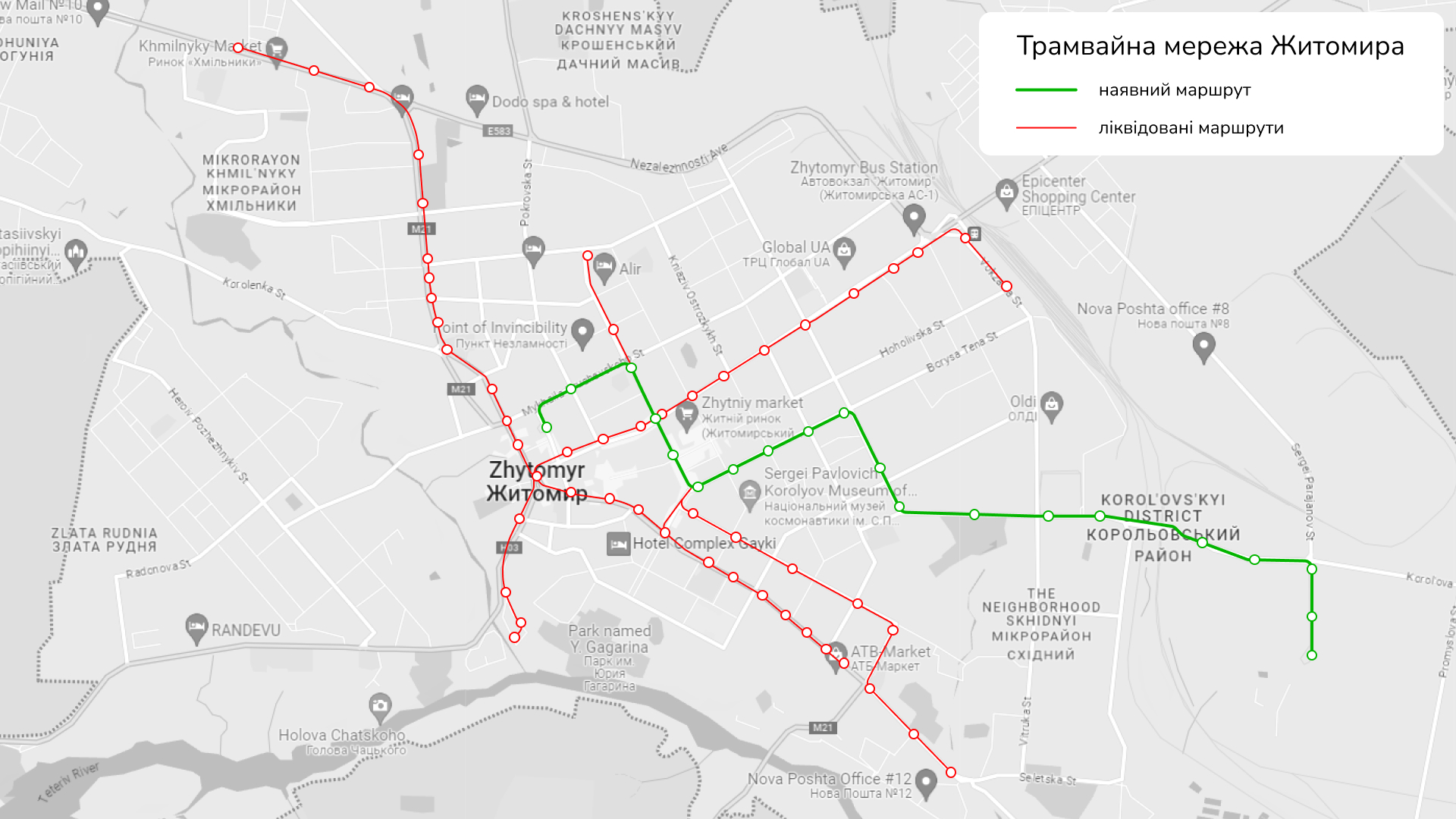
Наявний та ліквідовані трамвайні маршрути Житомира

1955 року розпочалася підготовка до впровадження у Житомирі тролейбусного руху. Для уникнення дублювань тролейбусних маршрутів трамвайними, у 1955 році рейки з Київської вулиці перенесено на паралельну вул. Котовського (Київська лінія); у 1956 році — кінцеві зупинки перенесено із Соборної площі на сусідню площу Перемоги; у 1958 році — рейки з вул. Великої Бердичівської пернесено на паралельні вулиці 1 травня і Льва Толстого (Бердичівська лінія).
Для запобігання дублюванню маршрутів, у зв'язку з прокладенням тролейбусних маршрутів радіусами трамвайних, припиняють свою роботу Київська (1965), Чуднівська (точна дата закриття невідома) і Вільська (1964) лінії. У 1974 році закрито і Бердичівську лінію — після перенесення з Великої Бердичівської маршрут втратив популярність, бо, практично, став експресом «Центр — Смолянка» через те, що пролягав через малоповерхову забудову. Таким чином, з 1974 року діє єдиний трамвайний маршрут, який з цього часу втрачає номер. Проте, на фоні закриття інших, у скрутні для житомирського трамваю часи, цей маршрут продовжував розвиватися. Так, у 1961 році побудовано лінію вулицями Бориса Тена та Східною, з кінцевою зупинкою недалеко від Ботанічного саду. Лінія спочатку була одноколійною, згодом перешита на двоколійну. У 1963 році лінію добудовано до льонокомбіната.
У 1977 році трамвайне депо перенесене з Малобердичівської вулиці у нове трамвайно-тролейбусне депо № 2.

### Сучасний стан
За часів Незалежності міська влада періодично піднімала питання щодо доцільності існування трамвайної мережі у Житомирі. Зокрема, під час брифінгу 13 березня 2018 року мер міста Сергій Сухомлин сказав наступне: 
«Я б закупив нові тролейбуси чи електробуси, людям все одно як добиратися. І це було б в 5 разів дешевше, ніж будувати нові трамвайні колії і закуповувати нові трамваї. Але ми всі розуміємо, що це досить чутливе питання для житомирян, бо трамвай – це історія, другий трамвай в Україні, дуже болюче питання. Якщо ми говоримо про менеджерське рішення, то треба приймати такі рішення, порахувати, показати цифри і люди нормально сприймуть цю ситуацію»
16 грудня 2022 року рух житомирських трамваїв було зупинено через брак потужностей електросистеми, викликаних ракетними обстрілами енергетичної інфраструктури з боку російських агресорів. На заміну трамвайного маршруту було запущено автобусний. З'явилися чутки, що місто планує остаточно зупинити рух трамваїв, тому містяни зареєстрували петицію з вимогою зберегти трамвайну систему.   1 березня 2023 року рух трамваїв відновили.

## Маршрути

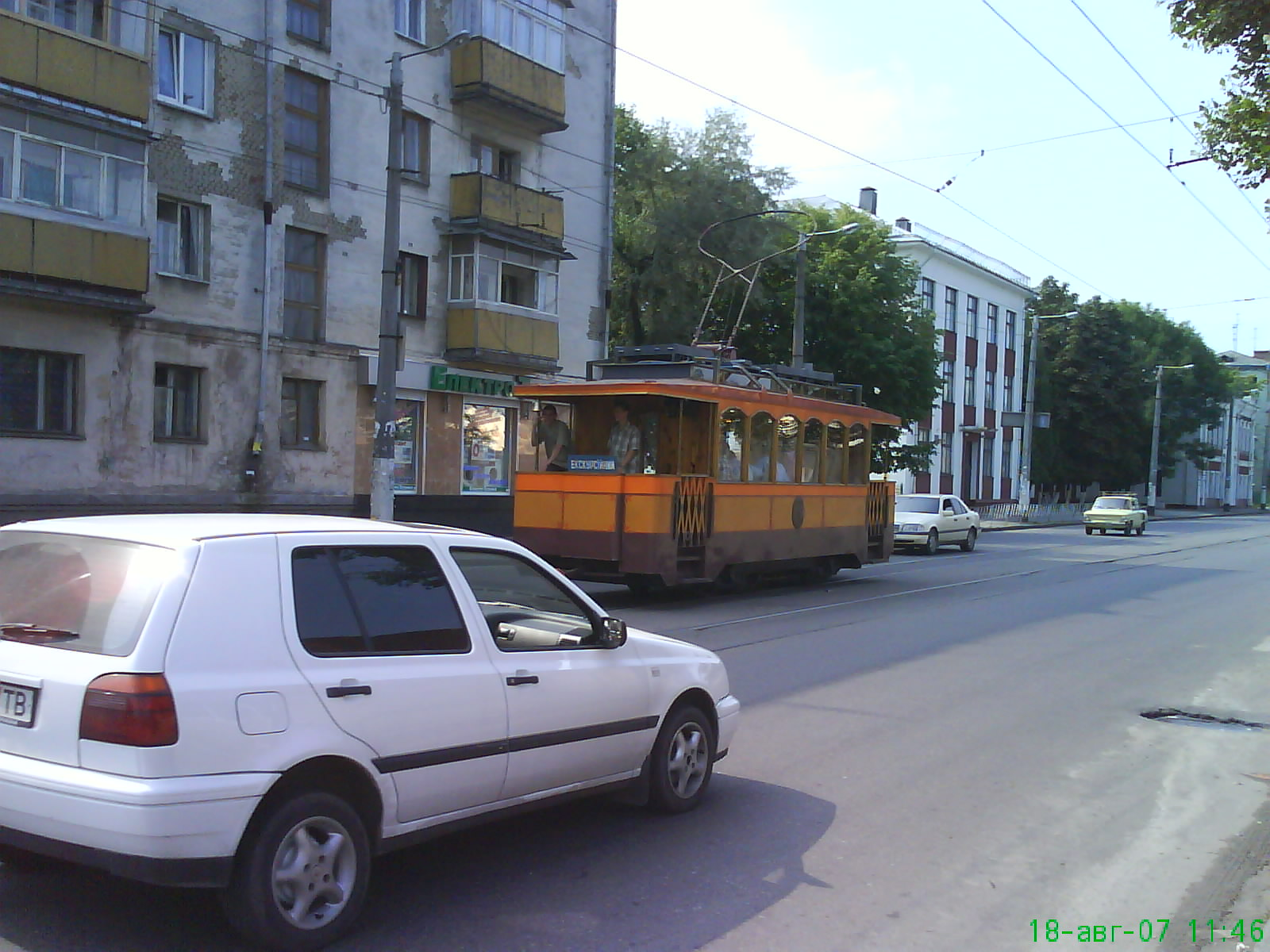
До 100-річчя трамвайного руху в Житомирі

У часи розквіту Житомирського трамвая у місті діяли 5 маршрутів. На теперішній час у Житомирі діє лише один трамвайний маршрут.
| Перелік трамвайних маршрутів в м. Житомир | Перелік трамвайних маршрутів в м. Житомир | Перелік трамвайних маршрутів в м. Житомир | Перелік трамвайних маршрутів в м. Житомир |
| №                                         | Назва лінії                               | Маршрут руху | Примітки |
| ----------------------------------------- | ----------------------------------------- | --- | --- |
|                                           | Діюча                                     | Майдан Перемоги — вул. Михайла Грушевського — вул. Небесної Сотні — вул. Бориса Тена — вул. Східна — вул. Корольова — вул. Сергія Параджанова — Льонокомбінат | Маршрут без номера, проте до 1974 року був під № 5, або Московська лінія                                                                              |
| 1                                         | Київська                                  | Залізничний вокзал — вул. Київська — Соборний майдан | Одноколійна лінія із чотирма роз'їздами. На Привокзальному майдані (на місці сучасного будинка № 126) знаходилося кільце                              |
| 2                                         | Чуднівська                                | Соборний майдан — вул. Черняховського (до річки) | Одноколійна лінія із двома роз'їздами. Найкоротший маршрут у Житомирі. Через те, що іноді взимку трамвай не міг виїхати нагору, інколи рух припинявся |
| 3                                         | Бердичівська                              | Соборний майдан — вул. Велика Бердичівська — Єврейська лікарня                                                                                                | Одноколійна лінія із двома роз'їздами |
| 4                                         | Вільська                                  | Старовільська вулиця — Вільсько-Шосейна вулиця | Одноколійна лінія із двома роз'їздами |

## Вартість проїзду
З 1 жовтня 2017 року вартість проїзду становить 3,00 ₴. Квитки реалізуються у кондуктора. Існують також місячні проїзні картки. Штраф за безквитковий проїзд — у 20-ти кратному розмірі. Квиток потрібно купувати безпосередньо в трамваї у кондуктора, компостувати квиток не потрібно. Власники проїзних квитків та пластикових карток зобов'язані прикладати свої картки до валідатора для отримання квитка. З 27-го числа одного місяця по 3-тє число наступного місяця у спеціальних кіосках можна придбати місячний проїзний квиток або поповнити пластикову картку. Вартість місячного проїзного квитка на тролейбус становить: для громадян — 180 ₴, для студентів — 90 ₴, для учнів — 45 ₴. Місячні проїзні квитки одночасно на трамвай і тролейбус коштують: для громадян — 195 ₴, для студентів — 97,50 ₴, для учнів — 49 ₴.
У радянський час квиток у тролейбусі до середини 1980-х років коштував 3 копійки, після чого його вартість збільшилась до 5 копійок. З початку 1990-х років все більше і більше давалися інфляційні процеси, що змушували електротранспортників підвищувати ціни на проїзні квитки. Так у 1991 році ціна квитка стала становити 15 копійок, потім впродовж наступного року його вартість тричі зростала: 30 коп., 50 коп., і вже 5 карбованців. У 1993 році вартість квитка також зростала тричі: 10, 20 та 100 карбованців. У 1994 квиток коштував вже 1000 карбованців, у 1995 році — 10 тисяч, і у 1996 році — 20 тисяч карбованців.
З введенням гривні вартість проїзду вже на 2 роки стабілізувалась та стала 20 копійок. До серпня 1997 року квитки потрібно було купувати у кіосках, розташованих на багатьох зупинках, та компостувати їх у тролейбусі. У вересні 1997 року в електротранспорті з'явились кондуктори. 1998 року вартість квитка була підвищена до 30 копійок.
| Динаміка зростання вартості проїзду | Динаміка зростання вартості проїзду                                               | Динаміка зростання вартості проїзду |
| Дата встановлення тарифу            | Вартість проїзду, ₴                                                               | Підстава                            |
| ----------------------------------- | --------------------------------------------------------------------------------- | ----------------------------------- |
| 2 вересня 1996                      | 0,20                                                                              |                                     |
| 1998                                | 0,30                                                                              |                                     |
| 1 лютого 2001                       | 0,40                                                                              |                                     |
| 1 жовтня 2006                       | 0,60                                                                              | [ 11 ]                              |
| 20 лютого 2008                      | 0,75                                                                              | [ 12 ]                              |
| 11 липня 2009                       | 1,00                                                                              | [ 13 ]                              |
| 17 березня 2011                     | 1,00                                                                              |                                     |
| 11 липня 2009                       | 1,50                                                                              | [ 14 ] [ 15 ]                       |
| 31 грудня 2014                      | 2,00                                                                              | [ 16 ]                              |
| 1 жовтня 2017                       | 3,00                                                                              |                                     |
| 10 січня 2020                       | 5,00 (оплата готівкою), 4,00 (безготівкова оплата), 10,00 (з 23:00 до 06:00)      | [ 17 ]                              |
| 1 квітня 2024                       | 15,00 (оплата готівкою), 10,00 (безготівкова оплата), 8,00 (транспортною карткою) | [ 18 ]                              |

## Рухомий склад
На балансі КП «Житомирське трамвайно-тролейбусне управління» перебуває наступний рухомий склад:
| Пасажирські вагони | Пасажирські вагони | Пасажирські вагони  | Пасажирські вагони  |
| Тип моделі         | Фото               | Кількість станом на | Кількість станом на |
| Тип моделі         | Фото               | 01.01.2010          | 01.01.2020          |
| ------------------ | ------------------ | ------------------- | ------------------- |
| Tatra KT4SU        |                    | 20                  | 23                  |
| Tatra T4SU         |                    | 7                   | 2                   |
|                    | Всього:            | 27                  | 25                  |
| Службові вагони    |                    |                     |                     |
| СН                 |                    | 1                   | 1                   |
| СХ-2               |                    | 1                   | 1                   |
| Gotha T57          |                    | 1                   | 1                   |
|                    | Всього:            | 3                   | 3                   |

## Перспективи
Раціональним рішенням була б ліквідація останього марштруту або ж перевід його з регулярних перевезень до музейного режиму з передачею рухомого складу до Львова чи Вінниці. Враховуючи той факт, що трамвайна система Житомира є першою в Україні, мешканці міста скоріш за все будуть проти ліквідації. При реалізації ж другого варіанту є можливість перетворити трамвай на повноцінну туристичну пам'ятку.

У різні роки висувалися проєкти розширення трамвайної системи: і відновлення руху до вокзалу, і будівництво ліній по проспекту Незалежності, вулиці Покровській, Івана Мазепи, на Мальованку та інші, однак поки вони залишилися проєктами. Проте наявність значного парку трамвайних вагонів, що значно перевищує потреби існуючого маршруту, дає передумови для розширення. Але невелика кількість населення міста і наявність розвиненої тролейбусної мережі розширенню не сприяють.